# Peter Propping
Peter Propping (* 21. Dezember 1942 in Berlin; † 26. April 2016 in Bonn) war ein deutscher Humangenetiker.
Die wissenschaftlichen Arbeitsgebiete von Peter Propping umfassten die Medizinische Genetik, insbesondere die Vererbung genetisch komplexer neuropsychiatrischer Störungen wie Alkoholismus, bipolarer Störungen, Schizophrenien, Epilepsien sowie von Krebsdispositionen. Außerdem beschäftigte er sich mit der Geschichte der Humangenetik und Eugenik. Von 1984 bis 2008 war er Direktor des Instituts für Humangenetik an der Universität Bonn.

## Leben
Peter Propping studierte 1962 bis 1968 Medizin an der Freien Universität Berlin, wo er 1970 nach Anfertigung einer Arbeit in der Pharmakologie promovierte. Bis zu seiner Approbation als Arzt war er in Berlin als Medizinalassistent in der Pharmakologie, Chirurgie und Inneren Medizin tätig. Anschließend arbeitete er als wissenschaftlicher Assistent am Institut für Anthropologie der Universität Heidelberg. Seine Habilitation für Humangenetik erfolgte dort 1976 an der Fakultät für Theoretische Medizin. 1981 erhielt er von der Ärztekammer Nordbaden die Zusatzbezeichnung „Medizinische Genetik“. Von 1980 bis 1983 war Propping Heisenberg-Stipendiat der Deutschen Forschungsgemeinschaft für Genetik in der Psychiatrie. In dieser Zeit war er gleichzeitig am Zentralinstitut für Seelische Gesundheit in Mannheim und am Institut für Humangenetik der Universität Heidelberg tätig.
Von 1984 bis 2008 war Propping Professor für Humangenetik und Direktor des Instituts für Humangenetik an der Universität Bonn. An der Medizinischen Fakultät war er Dekan von 1990 bis 1992, von 1994 bis 1996 Prorektor für Forschung der Universität Bonn. 1995 wurde ihm von der Ärztekammer Nordrhein die kurz zuvor eingeführte Bezeichnung „Facharzt für Humangenetik“ verliehen. Von 1991 bis 1997 war er Koordinator des Schwerpunktprogramms der Deutschen Forschungsgemeinschaft „Genetische Faktoren bei psychiatrischen Erkrankungen“ und von 1996 bis 2004 Sprecher des Graduiertenkollegs „Pathogenese von Krankheiten des Nervensystems“. Von 1999 bis 2012 war Propping Sprecher des Verbundprojektes der Deutschen Krebshilfe „Familiärer Darmkrebs“ und Koordinator des Deutschen HNPCC-Konsortiums. 2006 bis 2008 war er Vorsitzender der Deutschen Gesellschaft für Humangenetik. Nach seiner Emeritierung 2008 wurde er vom Rektor zum Senior Professor an der Universität Bonn ernannt.

## Wissenschaftliche Beiträge
Propping konnte zeigen, dass der Metabolismus in der intra-animalen Kultur von Bakterien zur Mutationserzeugung durch chemische Substanzen berücksichtigt wird. Er stellte sodann Befunde zusammen, die einen genetischen Einfluss auf die Wirkung von Psychopharmaka nahelegen und konnte dies an der Wirkung von Alkohol auf das Elektroenzephalogramm (EEG) in einer großen Zwillingsstudie und an Trägern von EEG-Varianten sowie im Hinblick auf den Alkoholmetabolismus zeigen. In Bonn initiierte Propping eine Langzeitstudie zur Analyse des Beitrags genetischer Faktoren bipolarer Störungen. Im Gegensatz zur Erwartung konnten mit Kopplungsuntersuchungen keine entscheidenden Einsichten erreicht werden. Dies gelang jedoch bei seltenen Formen der Epilepsie. In großen internationalen Genom-weiten Assoziationsstudien stellte sich unter Beteiligung von Propping heraus, dass es eine Überlappung der genetischen Disposition zu verschiedenen psychiatrischen Störungen gibt. Bei der familiären adenomatösen Polyposis konnte seine Arbeitsgruppe die Genotyp-Phänotyp-Beziehung verfeinern und bei der häufigsten Form des erblichen Darmkrebs-Syndroms in jeweils sehr großen Familienkollektiven zahlreiche Zusammenhänge nachweisen, die für die Vererbung, Diagnostik, Prognose und Krebsprävention von Bedeutung sind.

## Ehrungen und Preise
Für seine Verdienste um die Krebsforschung erhielt Propping u. a. die folgenden Auszeichnungen:
- 2002 Honorarprofessor des Jiangsu Institute of Cancer Research
- 2003 Gregor-Mendel-Medaille der Leopoldina
- 2004 Honorarprofessor der Universität Nanjing
- 2004 Johann-Georg-Zimmermann-Medaille
- 2004 Lifetime Achievement Award der International Society of Psychiatric Genetics
- 2005 Emil Kraepelin Professor für Psychiatrie am MPI für Psychiatrie
- 2010 Deutsche Krebshilfe Preis[17]
- 2011 Karl-Heinrich-Bauer-Medaille
- 2014 Felix Burda Award als Mitglied des Deutschen HNPCC-Konsortiums
- 2014 GfH-Ehrenmedaille der Deutschen Gesellschaft für Humangenetik

## Mitgliedschaften
Peter Propping war von 1993 bis 2013 Sachverständiger für Humangenetik am Institut für medizinische und pharmazeutische Prüfungsfragen. 1997 wurde er Mitglied im Medizinischen Beirat der Deutschen Krebshilfe, seit 2003 als dessen Vorsitzender, von 2004 bis 2008 als Vorsitzender des Fachausschusses für Versorgung. Ferner gehörte er von 2010 bis 2013 dem Vorstand dieser gemeinnützigen Organisation an. Von 1999 bis 2007 war er Mitglied des Direktoriums des Deutschen Referenzzentrums für Ethik in den Biowissenschaften an der Universität Bonn und von 2001 bis 2007 Mitglied im Projektkomitee des Nationalen Genomforschungsnetzes (NGFN) des Bundesministeriums für Bildung und Forschung. Von 2001 bis 2007 war er Mitglied des Nationalen Ethikrats; seine Berufung war durch Beschluss des Bundeskabinetts erfolgt. 2001 wurde Propping in die Deutsche Akademie der Naturforscher Leopoldina aufgenommen, 2008 wurde er Mitglied des Senats. Seit 2010 war er Mitglied des Präsidiums der Deutschen Akademie der Naturforscher Leopoldina – Nationale Akademie der Wissenschaften. Seit 2004 war Propping Mitglied des Wissenschaftlichen Beirats der Bundesärztekammer. Von 2008 bis 2012 war er Mitglied des Hochschulrats der Universität Bonn.

## Trivia
Im Jahr 2008 sprach Propping sich in der Frankfurter Allgemeinen Zeitung für eine bessere Besoldung junger Professoren aus. Einerseits könne das Gehalt eines W2-Professors unter dem eines wissenschaftlichen Assistenten oder Amtsrichters liegen. Andererseits wolle die Politik die Zuwanderung von „Hochqualifizierten“ aus dem Ausland erleichtern, wobei als Gradmesser für die Hochqualifikation ein Mindestgehalt von 63.600 Euro pro Jahr diene. Daher liegt für Propping die Schlussfolgerung auf der Hand, dass erstens ein W2-Professor der Politik offenbar nicht als „Hochqualifizierter“ gelte und zweitens die Zuwanderung von begabtem Nachwuchs aus dem Ausland an eine deutsche Universität nicht erwünscht sei.

## Ausgewählte Publikationen (Bücher)
- F. Vogel, P. Propping: Ist unser Schicksal mitgeboren? Berlin 1981
- P. Propping: Psychiatrische Genetik. Befunde und Konzepte. Berlin / Heidelberg / New York 1989
- P. Propping, H. Schott (Hrsg.): Wissenschaft auf Irrwegen. Biologismus-Rassenhygiene-Eugenik. Bonn/Berlin 1992
- T.. J. Bouchard, P. Propping (Hrsg.): Twins as aTool of Behavioral Genetics. Chichester./. New York ./. Brisbane ./. Toronto ./. Singapore ./. 1993
- L. Honnefelder, P. Propping (Hrsg.): Was wissen wir, wenn wir das menschliche Genom kennen? Köln 2001
- L. Honnefelder, D. Mieth, P. Propping (Hrsg.): Das genetische Wissen und die Zukunft des Menschen. Berlin 2003